# Poligamia en el islam
La poligamia en el islam a menudo ha sido criticada por defensores de los derechos de las mujeres. De hecho, la poligamia constituye una violación del principio de igualdad entre hombres y mujeres según  la Declaración Universal de los Derechos Humanos. Bajo la jurisprudencia matrimonial del Corán, los sunitas y los chiitas, a los hombres musulmanes se les permite practicar la poliginia, es decir, pueden tener más de una esposa al mismo tiempo. La práctica de que una mujer tenga más de un marido es un pecado en el Islam.

## Base coránica para la poliginia
El versículo al que se hace referencia más comúnmente con el tema de la poliginia es el versículo 3 del 4.Sura An-Nisa (Mujeres):

Si teméis no ser equitativos respecto a los huérfanos, no os caséis entre las mujeres que os gusten, más que con dos, tres o cuatro. Si teméis todavía ser injustos [con ellas] no os caséis más que con una sola o con una esclava. Esta conducta os ayudará a que no ser injustos. —Corán, Sura An Nisa 4: 3

A primera vista, esto puede interpretarse de muchas maneras diferentes, según la mente de cada uno. Sin embargo, es importante entender el verso en el contexto tanto del Corán como del contexto histórico cuando los musulmanes creen que fue revelado. Se cree que estos versos fueron revelados después de la batalla de Uhud, en la que muchos hombres musulmanes fueron asesinados, dejando viudas y huérfanos. Así, se argumenta que estos versos han sido revelados «debido a la preocupación de Alá por el bienestar de las mujeres y los huérfanos que quedaron sin esposos y padres, que murieron luchando por el Profeta y por el Islam. Es un verso sobre la compasión hacia las mujeres y sus hijos; no sobre los hombres o su sexualidad».
En la colección de Hadiz compilada por Al-Bujari, el contexto histórico del Verso 4: 3 se explica con más detalle cuando Urwah ibn Zubayr narra:

...que le preguntó a Aisha sobre la Declaración de Alá: Si temes que no podrás tratar con justicia a las niñas huérfanas, entonces cásate con (otras) mujeres de tu elección, dos o tres o cuatro; pero si temes no poder tratar con justicia (con ellas), entonces únicamente con una o (esclava) que poseen tus manos derechas. Eso estará más cerca para evitar que hagas injusticia. (4.3) 'Aisha dijo: "¡Oh, mi sobrino! (Este verso se ha revelado en relación con) una niña huérfana bajo la tutela de su tutor, quien se siente atraída por su riqueza y belleza y tiene la intención de casarla con un Mahr menos de lo que otras mujeres de su nivel merecen. Por lo tanto, a (tales guardianes) se les ha prohibido casarse con ellas a menos que les hagan justicia y les den todo su Mahr, y se les ordena que se casen con otras mujeres en lugar de ellas.
-  Recogido por Muhammad al-Bukhari

«Que poseen tus manos derechas» significa una esclava. El contexto coránico puede ser explicado por Sura 4: 2, que dice «Para los huérfanos restaurar su propiedad (cuando alcanzan su edad), ni sustituir (sus) cosas sin valor por (sus) buenas, y no devorar su sustancia ( mezclándolo) con el tuyo. Porque este es ciertamente un gran pecado». Por lo tanto, la primera parte del versículo 4: 3 trata con mujeres huérfanas que están bajo la protección de un tutor masculino, y está aconsejando al tutor que «trate con justicia» a los huérfanas.
En la segunda parte del versículo 4: 3, el Corán declara «pero si temen que no podrán tratar con justicia (con ellas), entonces solo una, (esclava) que «poseen sus manos derechas», que será más adecuado, para evitar que hagas injusticia». Si un hombre no puede tratar justamente con más de una esposa, entonces debe casarse con una sola. Está claro que esta cita se reveló por compasión hacia las mujeres, y no como un medio para complacer la sexualidad masculina, que es una interpretación moderna común de tales versos.

## Opiniones de eruditos islámicos clásicos sobre la poligamia
Si bien la erudición islámica tradicional mantiene la noción de que la ley islámica permite la poliginia y además impone el mandato divino de «casarse con una sola» cuando el hombre teme ser incapaz de cumplir los derechos de todas sus esposas de manera justa, un segmento sustancial de la erudición islámica explica con más detalle el fallo respecto de los hombres que pueden garantizar la igualdad completa entre las múltiples esposas.
Su opinión se derivó de la realización de ijtihad (razonamiento legal independiente) que determinó su creencia de que debe considerarse preferible —incluso para el individuo masculino que es capaz de hacer justicia a las múltiples familias— a abstenerse de unirse a más de una esposa en el vínculo matrimonial.
Esta opinión se ha codificado en las posiciones oficiales de las escuelas de jurisprudencia del Hanbalismo y Shafi'i, que afirman que se recomienda que un hombre musulmán tenga únicamente una esposa, incluso si puede actuar de manera equitativa con más de una mujer. 

Ash-Shirbeeni, de la escuela de eurisprudencia de Shafi'i, dijo: «Es una Sunnah no casarse con más de una esposa si no hay una necesidad aparente». [Mughni al-Muhtaj 4/207].

Al-Maawardi, de la Escuela de jurisprudencia de Shafi'i, dijo: "Allah ha permitido que un hombre se case con hasta cuatro esposas, diciendo: ... dos o tres o cuatro ..., pero Allah advirtió que es deseable que el hombre Cásate solo con una esposa, diciendo: … Pero si temes que no serás justo, entonces [cásate solo]. [al-Hawi al-Kabir 11/417].

Ibn Qudaamah, de la Escuela de Jurisprudencia Hanbali, dijo en Ash-Sharh Al-Kabeer: "Es más apropiado casarse con una sola esposa. El autor de Al-Muharrar [es decir, Abul Barakaat Al-Majd ibn Taymiyyah] dijo esto, basándose en el dicho de Allah (que significa) {... Pero si temes que no serás justo, entonces [cásate solo] uno ». [Ash-Sharh Al-Kabeer, escrito por Shams-ud-deen Ibn Qudaamah].

Estos eruditos sentían que la adhesión a la monogamia minimizaría el riesgo de opresión porque el requisito de impartir justicia entre una pluralidad de esposas sería un desafío inmenso para cualquier hombre. Por lo tanto, opinaron que era preferible evitar la poliginia por completo, de modo que uno ni siquiera se acerca a la posibilidad de cometer el hecho prohibido de tratar injustamente entre las esposas.

El Imam Ahmed ibn Naqib al Masri, de la Escuela de Jurisprudencia de Shaafi'i, dijo: "Es más adecuado limitarse a uno solo" [Umdatu Salik].

El Imam Ghazali, de la Escuela de Jurisprudencia Shaafi'i, declaró: "No requiere dos esposas, [ya que] la pluralidad puede hacer la vida miserable e interrumpir los asuntos del hogar". [Kitab al Nikah, Ihya Uloom ud Din].

El Imam Shaafi ofreció una exégesis adicional para la cláusula final del versículo fundamental que discute la legislación divina de la poliginia y las limitaciones divinas impuestas a esta antigua institución. Adoptó que la cláusula final del versículo 4: 3, generalmente interpretada como «es más adecuado para que no se incline a la injusticia», debe entenderse como «que es más adecuado para que no tenga problemas financieros por parte de numerosos niños». Razonó que el decreto divino ya había enumerado el temor de cometer injusticias como una razón para no casarse más de una vez, por lo que no tenía sentido por la misma razón —por no casarse más de una vez— que se expusiera dos veces en el mismo verso.
Su interpretación alternativa persiguió la percepción que sostenía que la presencia de una pluralidad de mujeres en la vida conyugal de un hombre produciría indeseablemente un gran número de descendientes, lo que podría ser una causa potencial de dificultades financieras y pobreza en el futuro. Dado el énfasis que la ley islámica estipula sobre el bienestar de los niños y la crianza de niños con medios de ingreso permitidos, el Imam Shaafi opinó que se legisló para que un hombre se case únicamente una vez como un aumento de la población de una familia debido a los matrimonios múltiples, potencialmente podría albergar consecuencias monetarias perjudiciales para el hombre que se casa más de una vez. 

Ash-Shaafi'i opina que es deseable limitarse a casarse únicamente con una, aunque está permitido que él se case con más de una. Esto es para evitar ser injustos por estar más inclinados a algunos de ellas que por otras, o por no poder apoyarlas financieramente. [al-Hawi al-Kabir 11/417].

## Contexto preislámico (Jahiliyyah)
Antes de la aparición del Islam, la península arábiga se caracterizó por una amplia gama de prácticas matrimoniales, tanto poliginias como poliandrias, así como monógamas. Como señala Leila Ahmed en su trabajo, Mujeres y Género en el Islam, «la evidencia sugiere que entre los tipos de matrimonio practicados se encuentra el matrimonio matrilineal, uxorilocal, que se encuentra en Arabia, incluida la Meca, aproximadamente en el momento del nacimiento de Mahoma (circa 570)». «La mujer que permanece con su tribu, donde el hombre podía visitarla o residir con ella, y los niños pertenecientes a la tribu de la madre, así como los matrimonios poliandrios y polígamos». Por lo tanto, es ampliamente aceptado que la poliginia no fue el único tipo de matrimonio practicado durante la jahiliyyah  (era preislámica), sino una parte de un grupo de tipos de matrimonio muy variado y diverso.
Cabe destacar el hecho de que era costumbre que los hombres se casaran con mujeres sin límite, una práctica que terminó con el advenimiento del Corán y su revelación divina. En la era preislámica en Arabia era común que no hubiera restricciones en el número de esposas que un hombre podía tener. A menudo, el liderazgo tribal tendía hacia matrimonios polígonos con el propósito expreso de establecer relaciones con otras familias poderosas, realizando efectivamente la práctica del matrimonio con un propósito político. Además, es importante señalar que los matrimonios en esta era, incluidos los poliginios, no fueron de naturaleza sacramental, sino puramente contractuales. No fue hasta el islam, se podría decir, el matrimonio fue estandarizado y, por lo tanto, lo que constituía, que el matrimonio asumió un conjunto diferente de características más allá de las de lo puramente contractual.
Para ampliar el contexto dentro del cual la poliginia ocupa una relevancia islámica, uno debe mirar los debates actuales que rodean la poliginia en el islam, y más ampliamente, la poligamia y las implicaciones que surgieron de su transición contextual de la era jahiliyyah a la era islámica. Leila Ahmed y Asghar Ali Engineer aportan dos puntos de vista altamente dicotómicos sobre la importancia social de la institucionalización de la poliginia por el islam, y sus puntos de vista difieren sobre la cuestión de las mujeres.¿Cómo el establecimiento de la poliginia en el islam como la única alternativa a la monogamia, cambió la condición social de las mujeres? Un versículo que se cita a menudo en estos argumentos es el que se citó anteriormente: el versículo 3 de la Sura 4. Algunos, como Asghar Ali, argumentan que la condición general de las mujeres que vivían en el tiempo de jahiliyyah mejoró con el advenimiento del Islam. Estos eruditos citan un establecimiento general de orden y protección provisto por los versos del Corán, apoyando la opinión de que «la posición de la mujer fue mejorada en mayor grado por la misión de Mahoma». Las prácticas nefastas de infanticidio, particularmente las de mujeres recién nacidas, los divorcios caprichosos y la licencia ilimitada de poligamia fueron fenómenos sociales erradicados por la revelación de versos coránicos relacionados con la cuestión de la poliginia. Moulavi Chiragh Ali resume este punto de vista diciendo: «El Corán mejoró y elevó gradualmente la condición degradada de las mujeres [en la jahiliyyah] al reducir, en primer lugar, el número ilimitado de esposas a cuatro ... y, en el segundo lugar, declarando que es imposible tratar de manera equitativa con más de una esposa, incluso si los hombres «quisieran hacerlo» y, por lo tanto, abolieran la poligamia».
A la inversa, los de la perspectiva de Leila Ahmed argumentarían que con la llegada de la ley coránica se produjo la pérdida de autonomía sexual para las mujeres. Desde este punto de vista, las prácticas matrimoniales en jahiliyyah, incluida la de la poliginia preislámica, se correlacionaban con que las mujeres eran «participantes activas, incluso líderes, en una amplia gama de actividades comunitarias ... su autonomía y participación se redujeron con el establecimiento del Islam, su Institución del matrimonio patrilineal, patriarcal como únicamente legítima, y la transformación social que se produjo».

## Interpretaciones modernas
La mayoría de los musulmanes modernos ven la práctica de la poliginia como permitida, pero inusual y no recomendada.  La práctica de la poliginia se ve a menudo en su contexto histórico, ya que el matrimonio era la única manera de que una mujer pudiera ser provista durante el tiempo de Mahoma.  Muchos países hoy en día prohíben la práctica de la poligamia o imponen restricciones. Otros países, como Libia, permiten la poliginia con pocas o ninguna restricción.

### Países que prohíben la poligamia
Turquía fue el primer país musulmán en prohibir legalmente la poliginia en 1926. Esta decisión no se basó en razones religiosas, sino que fue una prohibición totalmente secular. Túnez fue el siguiente país en prohibir la poliginia a través de una legislación aprobada en 1956 y reformulada en 1964. A diferencia de Turquía, Túnez prohibió la poliginia por motivos religiosos, citando dos razones principales. Primero, el Corán limitó la práctica de la poliginia, por lo que no apoyó la práctica y claramente pretendía que la práctica se eliminara con el tiempo. En segundo lugar, el Corán exige un tratamiento igualitario para todas las esposas en un matrimonio poligínico, lo cual es imposible, lo que hace que la práctica sea ilegal. Finalmente, Israel también prohibió la poliginia en 1978.

### Países que restringen la poliginia
Los siguientes países restringen la práctica de la poliginia:
- Egipto (1920)[18]
- Sudán (1929)[18]
- India (1939)[18]
- Argelia[16]
- Jordania (1951)[18]
- Siria (1953)[18]
- Marruecos (1958)[18]
- Bangladés[16]
- Irak (1959)[18]
- Irán (1967, 1975)[18]
- Kuwait[16]
- Líbano[16]

Algunos países, como India, Irán, Irak, Bangladés, Argelia, Líbano, Marruecos, Jordania y Kuwait permiten que las mujeres incluyan una cláusula que prohíba la poliginia en los contratos matrimoniales.  Otros países, como Irán y Pakistán, requieren que un hombre obtenga permiso para tomar una segunda esposa de su primera esposa, y luego muestre a la justicia pruebas del consentimiento de su primera esposa. Finalmente, en países como Malasia afirman que un hombre debe obtener el permiso de su esposa y de la autoridad religiosa gubernamental para tomar una segunda.
Aunque muchos países tienen leyes que restringen o prohíben la poliginia, todavía se utiliza ilegalmente. Es difícil hacer cumplir las leyes y restricciones contra la poliginia en países con grandes poblaciones rurales. Además, la poliginia ilegal ocurre a menudo en países con servicios sociales deficientes, ya que las mujeres dependen de los esposos para apoyarlas en estas situaciones.
Una forma en que la poliginia todavía se usa legalmente en Irán hoy es a través de la práctica de mut'a, una relación contractual temporal basada en el consentimiento mutuo de un hombre y una mujer. A lo largo del tiempo contratado, la mujer debe permanecer exclusivamente fiel al hombre y, a cambio, debe proveerla económicamente. Aunque esta práctica es técnicamente legal, está muy discutida.

## Feminismo musulmán y la poligamia

### Aparición de feminismo
El feminismo islámico es un movimiento bastante nuevo, aunque las cuestiones de los derechos de las mujeres han estado a la vanguardia de la reforma social por un tiempo. Esto comenzó a cambiar cuando las mujeres musulmanas se dieron cuenta de que podían alterar sus roles en la sociedad releyendo los principales textos religiosos que dictaban la sociedad y la ética musulmanas. Este retorno a la reinterpretación no era una práctica nueva —los eruditos islámicos masculinos lo habían estado haciendo desde la muerte de Mahoma—, pero para las mujeres no tenía precedentes: era la primera vez que las mujeres aprendían a leer y estudiar el Corán y el Los hadices de forma analítica. Su nuevo conocimiento religioso las llevó a una mejor comprensión de su fe, así como a la capacidad de hacer interpretaciones educadas de los textos. Muchas de estas feministas islámicas, las académicas comenzaron a darse cuenta de que no había un vínculo inherente entre el islam y las prácticas patriarcales de la sociedad islámica. Por ejemplo, estas feministas estudiaron la vida de Mahoma y argumentaron que trató a las mujeres muy progresivamente en esa época. Mahoma incluyó a todas sus esposas en sus prácticas religiosas y las respetó lo suficiente como para tomar en serio sus consejos y quejas. Incluso también lo acompañaron a la batalla. Según las feministas musulmanas, la poliginia islámica estaba destinada a reducir la práctica que ya era generalizada en los tiempos preislámicos. Los gobernantes conquistadores recogerían harenes masivos de mujeres y las tratarían sin ningún respeto; mientras que el Islam redujo la cantidad permisible de esposas que cada marido podía tener y exigió que las tratara a todas por igual. Estas feministas ponen énfasis en la idea de que únicamente aquellos hombres que son capaces de amar y proveer financieramente a cada esposa pueden tener más de una. También señalan que la práctica de la poliginia en el islam fue creada con el propósito de cuidar a niños o huérfanos.  Por lo tanto, la poliginia era permisible para propósitos caritativos y honorables. Las feministas islámicas señalan que «un reconocimiento de que la desigualdad de género en el mundo antiguo fue asumida y que las percepciones de las mujeres en los textos cristianos y judíos no son tan diferentes de las de los textos islámicos» carece de entendimientos comunes del Islam.
Amina Wadud y Asma Barlas son dos de las principales académicas feministas musulmanas que buscan aumentar los derechos de las mujeres a través de la reinterpretación de textos religiosos. Ambas mujeres abrazan el islam como una religión que predica la igualdad de género. Ven las prácticas sociales, no el islam, como el problema principal. Wadud señala las tres razones por las que el Corán considera formas de poligamia aceptables: si el marido no está satisfecho sexualmente, puede tomar otra esposa en lugar de recurrir a prostitutas u otro asunto, si la primera mujer no puede reproducir u otra mujer el niño debe ser atendido, y / o si el esposo es lo suficientemente estable como para cuidar a otra mujer en la comunidad musulmana.  Según Wadud, la forma de poliginia que apoya el Corán se centra en «la justicia: el trato justo, la administración justa de los fondos, la justicia para los huérfanos y la justicia para las esposas». Barlas, quien publicó su investigación teológica varios años después 
, argumenta un punto muy similar. Ambas académicas feministas señalan el origen de la teoría islámica de la poliginia en Ayah 4: 3. Este verso del Corán no estaba destinado a utilizar la poliginia como una forma de oprimir a las mujeres, sino a garantizar que fueran atendidas. 
La otra forma de feminismo en el mundo islámico es el feminismo independiente o estatal. La premisa detrás de este movimiento es que «ninguna reforma es posible en un sistema político y legal islámico donde la estructura misma del poder está dominada por los hombres en un grado absoluto, respaldada por la Constitución, un sistema clerical completamente masculino que gobierna el país». También señalan que el islam apoya y perpetúa un claro papel femenino que designa a las mujeres al margen de la sociedad. Estas feministas musulmanas argumentan que únicamente se puede reinterpretar los textos y creen que la mejor manera, y quizás la única, de aumentar los derechos de las mujeres está fuera de los parámetros del Islam. Por lo tanto, cambiar las prácticas poliginistas implicaría reformar los sistemas políticos y legales en lugar de únicamente intentar reinterpretar el Corán y los hadices para determinar si realmente apoyan la práctica y en qué medida.

### Movimientos de mujeres y reformas del derecho de familia en África
El efecto del feminismo en la poliginia en el islam es diferente en cada sociedad musulmana, dependiendo de las diferentes culturas que interactúan con el islam en cada lugar. Por ejemplo, en Irán, se produjeron cambios en los derechos de las mujeres a raíz de la Revolución iraní en 1979. Durante esta revolución, la Ley de Protección de la Familia, que otorgó cierto poder a las mujeres e impuso restricciones mínimas a la poliginia, fue anulada. Se alentó a las mujeres musulmanas a volver a sus roles 
tradicionales. Esta pérdida de derechos llevó al movimiento a darse cuenta de que no necesariamente podían confiar únicamente en el gobierno para proteger sus derechos. Esto estimuló la creación de las leyes de estatus personal, que cubrían muchas cuestiones relacionadas con el matrimonio y el divorcio, incluida la poliginia. Aprobada en 1986, la ley «restablece efectivamente la disposición de la Ley de Protección de la Familia de 1975 que otorga a una esposa el derecho a obtener un divorcio si su esposo se casa con una segunda mujer sin el permiso de la esposa de si ... un hombre no trata a sus esposas de manera justa e igual.» Esto ofrece a las mujeres musulmanas iraníes cierta protección legal contra la poliginia, pero la aplicación de la ley todavía está a la altura de la interpretación de los tribunales. Las organizaciones del movimiento de mujeres musulmanas han comenzado a ganar más poder en Irán debido al creciente número de mujeres musulmanas que estudian analíticamente el Corán. Estos nuevas académicas pueden argumentar a favor de interpretaciones del Islam que empoderan a las mujeres en lugar de oprimirlas. También lideran organizaciones como la Asociación de Mujeres Musulmanas y Zeynab. Muchas mujeres musulmanas también van a jalasehs donde pueden discutir abiertamente textos religiosos en un ambiente seguro. Entonces, aunque la revolución intentó restablecer muchos valores patriarcales, como la poliginia ilimitada, terminó inspirando a las mujeres a presionar por más derechos y hacerse más creíbles al estudiar textos religiosos.
Egipto, Jordania y Marruecos también comenzaron a restringir las prácticas políginias en el islam. Las leyes de estatuto personal de Egipto sufrieron muchos cambios entre 1979 y 1985, pero al final fueron muy restrictivas para las mujeres y redujeron los límites de la poliginia. Esto incentivó a las feministas egipcias a crear un nuevo contrato de matrimonio —aprobado en 2000— que otorgaría a las mujeres algunos derechos relacionados con el divorcio y lo que se permitía en el matrimonio. Jordania pudo tener más éxito en 2001 cuando enmendó su Ley de estado civil, que requiere el consentimiento de la esposa antes de que el marido se case nuevamente. Este cambio fue acompañado por un puñado de otras decisiones progresivas sobre los derechos de las mujeres en el país, que mejoraron en gran medida el estatus de las mujeres. Marruecos también fue impulsado por sus grupos feministas musulmanes para dificultar la entrada en un matrimonio poligínico.

### Feminismo musulmán en Asia
Las comunidades islámicas en Asia, como Indonesia y Malasia, también han experimentado movimientos feministas que trabajan para restringir las prácticas políginas. Las feministas indonesias han desafiado estas prácticas a través del estudio y la reinterpretación de textos religiosos. Fatayat NU, una organización de mujeres musulmanas voluntarias, fue creada en 1950 para mujeres de mediana edad que formaban parte de Nahdlatul Ulama , un grupo islamista sunita, y querían tener una voz. Al comenzar a experimentar problemas de membresía debido al gran porcentaje de mujeres casadas o sin educación, Fatayat NU comenzó a ganar poder a medida que las instituciones fuera de Indonesia se dieron cuenta y apoyaron el trabajo de las organizaciones. Las mujeres en Fatayat NU usan el islam y los textos religiosos para justificar sus acciones y guiar sus decisiones, por lo que las mujeres que han estudiado extensamente la religión son cruciales. De los muchos temas controvertidos en los que Fatayat NU toma una posición, la poliginia es una que recientemente ha entrado en discusión. Aunque la poliginia en Indonesia nunca fue muy popular, algunas mujeres musulmanas están preocupadas de que esté comenzando a ganar más apoyo. Nahdlatul Ulama es una de las organizaciones que aprueba la poliginia como una práctica islámica, pero Fatayat NU está adoptando una postura contradictoria; los miembros creen que la poliginia solo puede ser posible si los hombres y las mujeres son desiguales, lo que va en contra de su interpretación del mensaje del Corán sobre el estado de género.
En Malasia, la poligamia ha sido considerada como un tema que no es adecuado para ser presentado en público, pero recientemente ha comenzado a entrar en el discurso público. Este cambio se produjo a través de la aprobación de una nueva ley de familia islámica, que respalda las prácticas políginias al facilitarles la participación de los hombres. Esto ha creado un «debate entre los fundamentalistas islámicos que dominan el floreciente Departamento de Asuntos Islámicos que administra la ley Shariah y Feministas musulmanas, en su mayoría educadas en Occidente, que dicen que el departamento, en su entusiasta interpretación del Corán, se ha excedido en hacer nuevas leyes que discriminan a las mujeres y los niños». La campaña contra esta ley fue muy popular, pero la ley todavía fue aprobada. Las organizaciones de mujeres musulmanas en Malasia planean continuar protestando hasta que sea revocada.

## Poligamia islámica en la cultura popular

### Teatro
Mirza Fath Ali Akhundzade es un famoso dramaturgo azerí del siglo XIX que reveló su apoyo a los derechos de las mujeres en sus obras teatrales. Conocidas por su cuestionamiento de las creencias islámicas tradicionales, las obras de Akhundzade fueron vistas como una forma de protesta contra ideas como el matrimonio arreglado, la poliginia y las mujeres que sirven a sus esposos obedientemente. La contra de Akhundzade por la poliginia se remonta a su educación islámica y al matrimonio de su madre con su padre y, por consiguiente, a su infeliz relación con la primera esposa. Por lo tanto, para Akhundzade, la poliginia era «una práctica perversa y corrupta que no solo oprimía a las mujeres, sino que también causaba una eterna animosidad y odio entre las esposas y sus hijos». Usando la sátira como su arma, Akhundzade intentó impactar a la sociedad islámica a través de obras como The Story of Monsieur Jourdan the Botanist and Dervish Mast Ali Shah (1851), The Story of the Vizier of the Khan of Sarab (1851), The Story of the Bear that Caught the Robber (1852), y The Story of the Attorneys at Law (1855). Cada uno de estas obras representaba a las mujeres en formas cada vez más progresistas, de modo que el principal personaje femenino en The Attorneys at Law era complejo, fuerte y se oponía la tradición islámica para casarse por amor. La creencia de Akhundzade de que la poliginia reflejaba un trato injusto de la primera esposa influyó en su último rechazo del Islam como una religión justa e igualitaria.

### Literatura
La poliginia ha aparecido en la literatura en muchas sociedades islámicas diferentes. La literatura musulmana india tradicionalmente ha estado dividida en su posición sobre la poligamia como una práctica justificable. Dos autores indios, Akbari Begum y Bashiruddin Ahmad, revelaron en sus novelas la creencia de que la poliginia es aceptable en ciertas circunstancias; mientras que Nazr Sajjad Hyder se opuso a esta idea y rechazó completamente la práctica en su trabajo. Gudar ka Lal, escrito en 1907 por Akbari Begum, proyectó las creencias del autor sobre una amplia gama de temas relacionados con el tratamiento de mujeres y niñas musulmanas, incluida la poliginia. La trama de la historia gira en torno a las relaciones entre Yusuf Raza y sus dos esposas, Maqbool y Mehr Jabeen. Yusuf Raza se vuelve a casar cuando se da cuenta de que su primera esposa es tan poco educada que no sabe cómo cuidar adecuadamente a sus hijos o la familia. Al principio, Maqbool está resentida con Mehr Jabeen, pero finalmente ella reconoce la naturaleza amable y amistosa de Mehr Jabeen, y las dos se hacen amigas. Este feliz resultado refleja la creencia de Begum de que la poliginia en el islam puede justificarse cuando se considera que los matrimonios son incompatibles y podrían beneficiarse de una segunda esposa que podría ayudar en la casa y así aliviar las tensiones. Iqbal Dulham, también promueve la relación poligínia ideal donde las esposas se hacen amigas y encuentran compañía vital en lugar de competencia. Publicado en 1908, Iqbal Dulham sigue a un joven, Iqbal Mirza, que se casa con una segunda esposa después de que su primera esposa no logra concebir hijos. La tensión inicial entre las esposas se alivia cuando la segunda esposa da a luz. Una vez que Iqbal Mirza tiene hijos, su relación con su primera esposa mejora, y las dos esposas pueden hacerse amigas. Por lo tanto, Ahmad describe cómo se puede usar la poliginia para aliviar la presión sobre la primera esposa por no tener hijos. En ambas historias, la poliginia es una solución a la falta de armonía doméstica.
Nazr Sajjad Hyder, sin embargo, muestra su desaprobación de la práctica de la poliginia en Ah-e Mazluman, escrita alrededor de 1912. Las dos familias en esta obra, se involucran en prácticas poligínicas, pero Hyder presenta las relaciones entre esposo y esposas como muy afectados negativamente; las historias «acentúan la crueldad de los esposos hacia sus esposas y apuntan a intensificar la exclusión y la alienación que experimenta la primera esposa». Hyder percibe a la poliginia como una práctica que está dañando al islam y le está dando una mala reputación. Ella recomienda su final y suplica que los hombres musulmanes actúan de una manera más justa hacia sus mujeres.
La complejidad de la poligamia islámica también se revela en la obra Sombra sultana de la escritora Assia Djebar. Escrito en Argelia en 1987, se cuenta desde la perspectiva de la primera esposa, Isma. Así, ella construye a través de sus descripciones cómo el lector percibe a la segunda esposa y al marido. La segunda esposa, Hajila, es vista como una rival y se reduce a través de las representaciones de Isma a partes del cuerpo que están disociadas de Hajila como una persona completa. Esto revela la falta de respeto de Isma por Hajila y el proceso de "otro" que Isma usa para degradar a Hajila. Por lo tanto, la idea de que la poliginia crea un sentido de solidaridad entre las esposas se muestra defectuosa. Isma también describe a Hajila en términos poco favorables que la alejan de las atenciones del esposo que comparten y de otros hombres. Esto contrasta con la descripción de Isma de sí misma como objeto constante del deseo masculino, creando una sensación de que la hermandad entre las dos mujeres está fuera de discusión. Sin embargo, la dicción de Isma también crea una relación entre ella y Hajila en la que ninguna de las dos puede existir sin la otra; «están encerrados en una hermandad de mujeres creadas, de alguna manera, en conjunto con la fuerza patriarcal que sigue siendo una amenaza para su propia existencia». Por lo tanto, la representación de Djebar de la poliginia es multifacética y conflictiva: tiene la capacidad de crear tanto rivalidad como solidaridad.

### Música
La poliginia en el islam ha surgido en la música en todo el mundo y durante décadas. Por ejemplo, en Malasia en los años 50 y 60, el famoso artista P. Ramlee tuvo muchos problemas sociopolíticos en su arte. Mientras que el resto de la industria musical estaba bajo la influencia externa de América Latina, India y los Estados Unidos, la música de Ramlee se inspiró en lo que estaba sucediendo en la sociedad malaya. Criticó la práctica de la poliginia para mantenerse en línea con su autoproclamado papel de exponer las debilidades de su sociedad. Estas canciones socialmente críticas, no necesariamente encajaban en las categorías de música popular en ese momento, pero aún eran aceptadas por su público.
El hip hop musulmán también se ha vuelto cada vez más popular, especialmente a medida que el islam se ha extendido y ha comenzado a establecerse en los Estados Unidos. A medida que los jóvenes musulmanes crecen en la cultura estadounidense, están siendo expuestos a ideas y creencias con las que generaciones anteriores de musulmanes nunca entraron en contacto. Esto ha llevado a una nueva ola de musulmanes que intentan reconciliar su fe con las prácticas culturales de su país. De esta tensión han surgido nuevas formas de expresión creativa islámica, incluido el hip hop. Dos artistas musulmanes que mencionan la poligamia en su música son Miss Undastood y Sons of Hagar. «Miss Undastood, una joven letrista afroamericana con velo, rapea en su CD Dunya o Deen(«Vida o fe») sobre la guerra, el amor, los desafíos de ser una joven musulmana en Estados Unidos y el poder de la fe». Una de las canciones de Miss Undastood, Co-Wife, criminaliza a los hombres que practican la poliginia por razones equivocadas: por lujuria o cuando son financieramente inestables. En última instancia, sin embargo, Miss Undastood cree que la poliginia islámica es justificable. Sons of Hagar es otro grupo de hip hop que busca retratar positivamente al islam en sus letras y apoyan las prácticas islámicas en sus acciones. Su canción, Sisterssss, respalda las prácticas políginias. Los miembros del grupo racionalizan que aunque la poliginia es ilegal en Estados Unidos, el rapear es mucho menos ofensivo que cuando otros artistas rapean sobre prostitutas.

### Cine
La poliginia islámica también ha aparecido como un tema controvertido en las películas. Por ejemplo, Ayat-ayat Cinta («Versos de amor») que se estrenó en Indonesia en 2008. Esta película sigue la vida de Fahri bin Abdillah, un estudiante en Egipto, y sus relaciones con otras cuatro mujeres. La película inspiró una discusión más abierta y pública sobre la poliginia en Indonesia al llamar la atención sobre las condiciones de las mujeres que entran en relaciones políginas.  Otra película indonesia que aborda el mismo tema es Berbagi Suami («Amor para compartir»), que se estrenó en 2006. La directora, Nia Dinata, se inspiró en sus experiencias en Indonesia con mujeres que tenían relaciones políginas. Ella reconoce que cada mujer reaccionó de diferentes maneras a su matrimonio, pero en última instancia, todas se sintieron aisladas y tristes por la adición de una nueva esposa. Tres historias se cuentan dentro de la película y las tres actrices principales aprenden a aceptar al menos externamente sus situaciones, ya sea que por ser la primera esposa que descubre la existencia de otras mujeres o la nueva incorporación a la familia que tiene que ubicarse en la misma. La jerarquía del hogar.